# Herman Leo Van Breda
Pour les articles homonymes, voir Van Breda.
Herman Leo Van Breda (28 février 1911 à Lierre- 4 mars 1974 à Louvain) est un philosophe belge, moine franciscain, fondateur des Archives Husserl à Louvain.
Van Breda est né et a grandi à Lierre (Lier), dans la province d'Anvers. En prenant l’habit franciscain, Leo Marie Karel Van Breda reçoit le nom de Herman. Il est ordonné prêtre en 1934.
Il poursuit des études de philosophie à l’Université catholique de Louvain où, en 1941, il soutient sa thèse de doctorat.
Fondateur des Archives Husserl de Louvain (Husserl-Archief te Leuven), il dirige l’institution jusqu’à sa mort.

## Le sauvetage des manuscrits de Husserl
Van Breda se rend à Fribourg-en-Brisgau en 1938 où il rencontre la veuve d'Edmund Husserl. Il découvre l’immense fonds posthume laissé par Husserl, constitué de près de 40 000 pages sténographiées, qui viennent s’ajouter aux 10 000 pages déjà transcrites du vivant du philosophe par ses assistants.
Van Breda convainc alors Malvina Husserl de mettre ces manuscrits en sûreté à l’Institut de Philosophie de l’Université Catholique de Louvain. Il reçoit le soutien de la direction de l’Institut (Mgr Noël) et des autorités belges (P.-A. Spaak). Après leur transfert de Fribourg à Berlin, l’Ambassade de Belgique en Allemagne fait passer les manuscrits par la valise diplomatique. Les 2700 volumes de la bibliothèque personnelle de Husserl sont également transférés à Louvain.
Malvina Husserl se réfugie elle-même à Louvain avec l’aide de Van Breda.

## La fondation des Archives Husserl
Les Archives sont fondées en octobre 1938 grâce au financement de la Fondation Francqui, et les deux derniers assistants de Husserl, Eugen Fink et Ludwig Landgrebe, s’installent à Louvain pour la transcription des manuscrits. Leur travail s’interrompt avec la guerre et l’invasion allemande : Fink et Landgrebe doivent partir ; seul Stephan Strasser poursuit secrètement, à partir de 1942, la transcription des manuscrits. (Juif, il se cache avec l’aide de Van Breda.) Les manuscrits sont dispersés en différents lieux de Belgique.
Après guerre, les manuscrits reviennent définitivement à Louvain. Van Breda engage Stephan Strasser, Walter Biemel et son épouse Marly Biemel pour transcrire et éditer les manuscrits.
En 1950 paraissent chez Nijhoff à La Haye les deux premiers volumes des Husserliana — Gesammelte Werke, les Méditations cartésiennes (édité par S. Strasser) et L’idée de la phénoménologie (édité par W. Biemel). En 1956, Van Breda fonde la collection Phaenomenologica, dont il confie la responsabilité à Jacques Taminiaux. Le premier volume paraît en 1958 : Eugen Fink, Wahrheit, Welt. Vor-Fragen zum Problem des Phänomen-Begriffs. Sous la direction de Van Breda, les Archives de Louvain organisent également d’importants congrès de philosophie et deviennent un centre de recherches de renommée internationale. Des filiales sont créées à Fribourg (1950), Cologne (1951), Paris (1957), New York (1966), Louvain-la-Neuve (1973, à la suite de la scission de la KUL et de l’UCL).
Le Père Van Breda meurt à 63 ans ; un nombreux cortège suit le cercueil, « hommage à cette aide qu’il n’avait jamais refusée » (W. Biemel).
Samuel IJsseling prend sa succession à la tête des Archives Husserl à Louvain. Les activités des Archives se poursuivent : à côté des trente-huit volumes d’œuvres édités jusqu'ici, deux autres séries des Husserliana ont vu le jour en 1977 (Dokumente, dont le premier volume est la Husserl-Chronik établie par Karl Schuhmann) et en 2001 (Materialien). Les Archives supervisent également la traduction en anglais des œuvres de Husserl et organisent de nombreux colloques.